# Фредрик Бајер
Фредрик Бајер (дан. Fredrik Bajer; Вестерегеде, 21. април 1837 — Копенхаген, 22. јануар 1922), дански политичар и писац.
Био је либерал и горљиви поборник пацифизма. Године 1882. основао је Данско друштво за мир, а 1891. Међународну мировну канцеларију у Берну. Године 1908. је добио Нобелову награду за мир.